# Opel Slalom
Der Opel Slalom ist ein Konzeptauto von Opel, das in Zusammenarbeit mit Bertone entwickelt wurde. Vorgestellt wurde es 1996 auf dem Genfer Auto-Salon.

## Technik
Der Opel Slalom basiert auf dem Opel Calibra. Von ihm wurde unter anderem der 2,0-Liter-Turbo-Motor übernommen, der 204 PS leistete. Des Weiteren hatte das Auto einen Allradantrieb.